# Museo del Ciclismo Madonna del Ghisallo

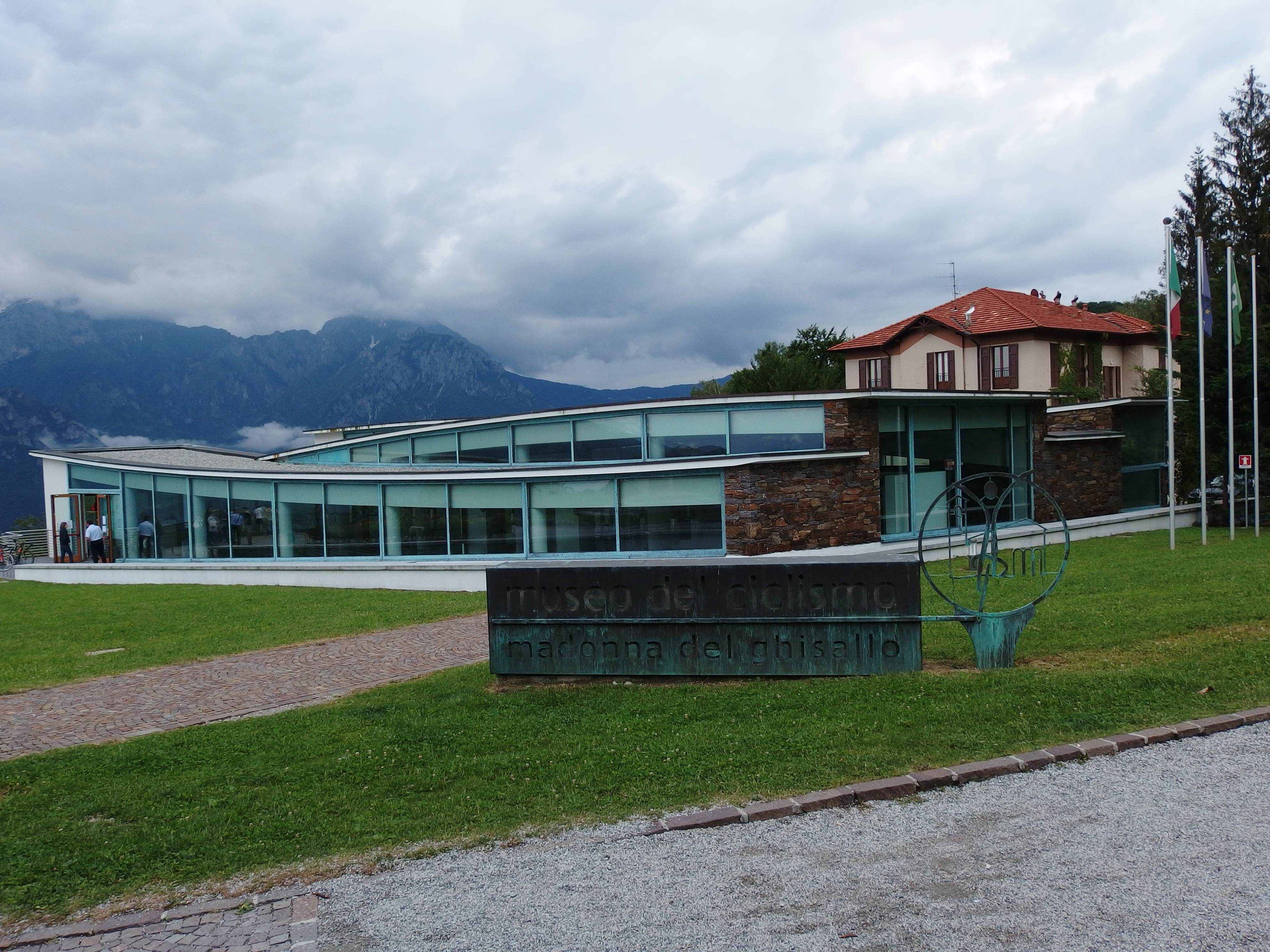
Museo del Ciclismo Madonna del Ghisallo

Das Museo del Ciclismo Madonna del Ghisallo ist ein Radsportmuseum im italienischen Magreglio. 

## Geschichte

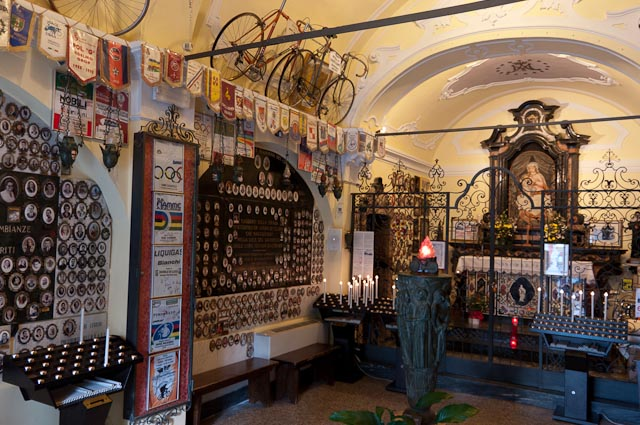
Innenraum der Wallfahrtskirche Madonna del Ghisallo

Auf der Passhöhe des 750 Meter hoch Passo del Ghisallo, der häufig Teil der Lombardei-Rundfahrt und des Giro d’Italia ist, befindet sich die 1623 errichtete Wallfahrtskirche, die der Madonna del Ghisallo gewidmet ist. Die Madonna galt schon seit vielen Jahren als Schutzpatronin der Reisenden, bis sie 1948 auf Initiative des Dorfpfarrers Pater Ermelindo Vigano von Papst Pius XII. offiziell zur Schutzheiligen der Radsportler erklärt wurde. Seitdem pilgerten zahlreiche erfolgreiche Radsportler zu der Kirche und schenkten ihr zum Dank Trikots, Räder, Medaillen und Trophäen, unter ihnen Gianni Motta, Fausto Coppi, Francesco Moser, Ercole Baldini, Gino Bartali, Marco Pantani und Mario Cipollini. Vor der Kirche befinden sich Büsten des Paters, von Bartali und Coppi sowie ein Denkmal, das den Sieger und den Verlierer eines Radrennens zeigt.
Anfang 2002 kündigte der ehemalige Radsportstar Fiorenzo Magni als Vorsitzender der 2000 gegründeten Museumsstiftung einen Neubau neben der Kirche an, um dort die zahlreichen Erinnerungsstücke der Radsportler unterzubringen und auszustellen. Der 2012 verstorbene Magni selbst soll 500.000 Euro in die Stiftung eingebracht haben. Am 31. Mai 2006 setzte Papst Benedikt XVI. den Schlussstein zur Vollendung des Baus, dessen Adresse Via Gino Bartali 4 lautet und im Oktober 2006 eröffnet wurde.

## Museum

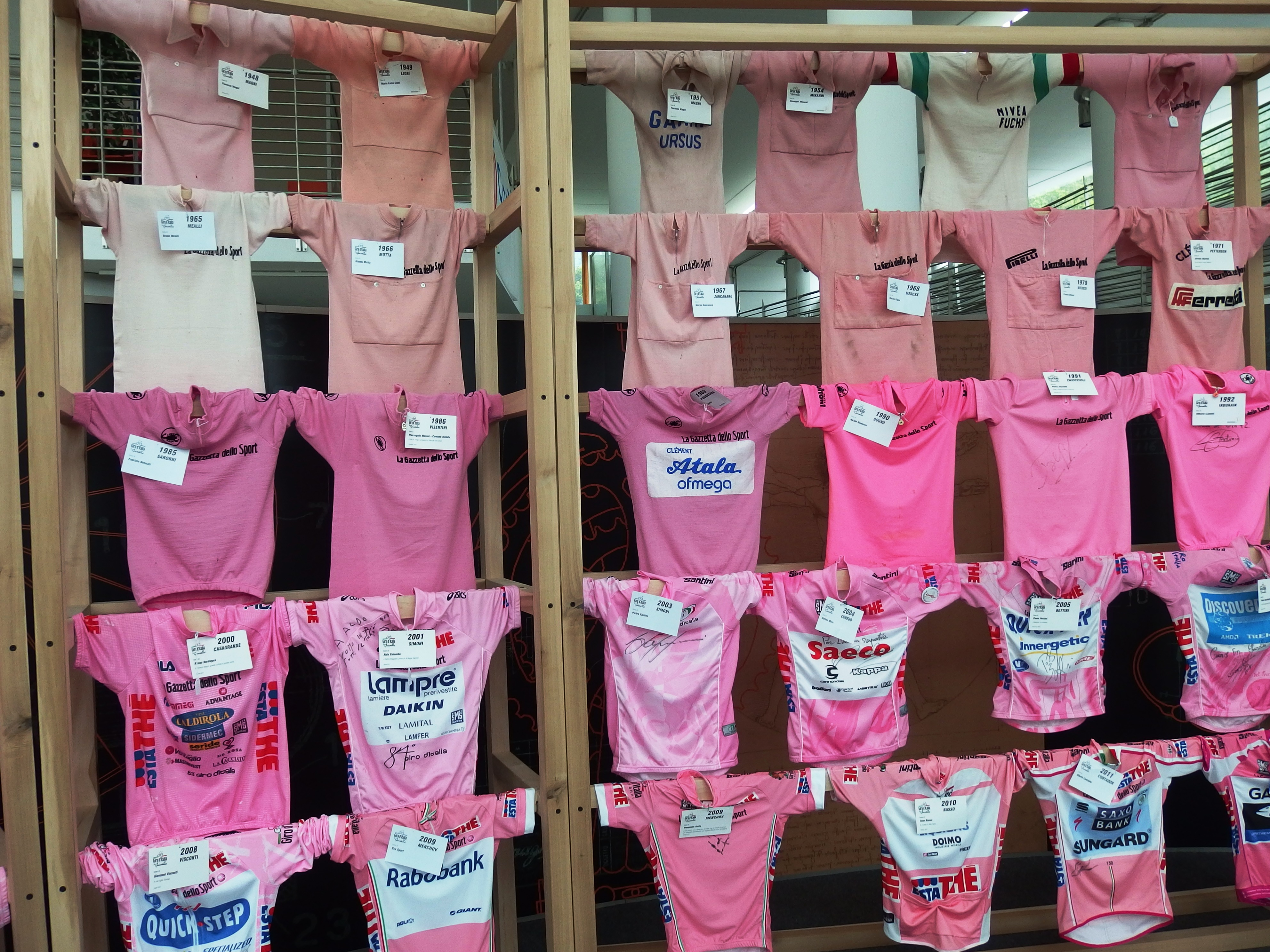
Sammlung von Rosa Trikots

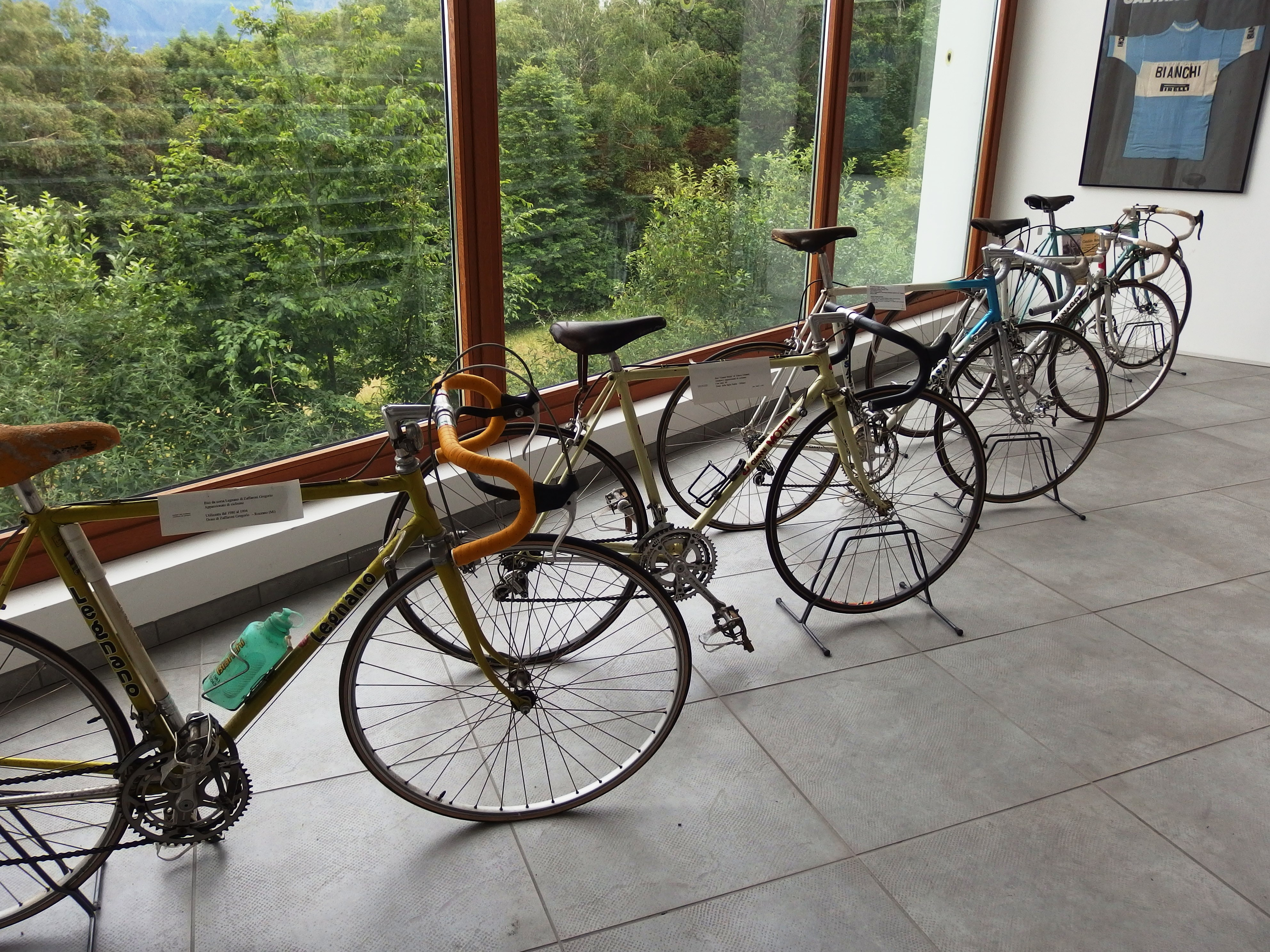
Im Museum ausgestellte Fahrräder

Der Eingang des Museums führt entlang einer Rampe, die den letzten Aufstieg des Ghisallo symbolisieren soll. Das Museum ist in fünf Themenkomplexe unterteilt: Erinnerungsstücke (Cimeli), Der Mensch steht im Mittelpunkt (Il uomo ed il mezzo: Erfinder, Produzenten, Mechaniker usw.), Große Enzyklopädie des Fahrradfahrens, 24 + 24 (48 bekannte Radsportler) sowie 100 film sul ciclismo. 
Das Museum verfügt zudem über eine Bibliothek mit Büchern und Fachzeitschriften und es veranstaltet regelmäßig Ausstellungen und Gesprächsabende, zu denen bekannte Radsportler geladen werden. Im Gebäude befindet sich auch ein Fahrradgeschäft.

## Mögliche Schließung
Im Oktober 2013 wurde bekannt, dass das Museum von November bis April 2014 wegen einer „Winterpause“ geschlossen werde. Tatsächlich war das Bestehen des Museums in Gefahr, da sich die lombardische Regierung außerstande sah, weiterhin Zuschüsse zu leisten. Das Geld der Stiftung sei inzwischen aufgebraucht und von „Misswirtschaft“ die Rede. Inzwischen ist das Museum in den Monaten von März bis Oktober wieder regelmäßig geöffnet.